# Michel Vion
Pour les articles homonymes, voir Vion.
Michel Vion, né le 22 octobre 1959 à Moûtiers, est un skieur alpin et un dirigeant sportif français, originaire de Pralognan-la-Vanoise.
Après sa carrière de skieur (il est le dernier champion du monde français du combiné avant Alexis Pinturault en 2019, trente-sept ans plus tard), il devient notamment directeur technique du ski alpin en 1992, puis est nommé directeur technique national de la Fédération française de ski (FFS).  En juin 2010, il est élu président de la FFS, réélu en 2014 et 2018. Il démissionne en 2021 pour devenir secrétaire général de la Fédération internationale de ski (FIS), un poste à plein temps dans l'équipe du nouveau président Johan Eliasch. 

## Carrière sportive
À l'automne 1975, grâce à ses bons résultats dans les épreuves nationales réservées aux cadets, Michel Vion devient membre du groupe interrégional de la FFS. En 1978, alors qu'il est junior, il entre dans les 100 premiers mondiaux en géant. En 1979, il est membre de l'équipe réserve puis, en 1981, accède à l'équipe nationale. 

## Palmarès

### Jeux olympiques
| Édition / Épreuve | Descente | Slalom géant | Slalom      |
| ----------------- | -------- | ------------ | ----------- |
| JO 1984 Sarajevo  | 25e      | Abandon      | Disqualifié |

### Championnats du monde
| Épreuve / Édition                    | Descente | Slalom géant | Slalom  | Combiné |
| Mondiaux 1978 Garmisch-Partenkirchen | —        | Abandon      | —       | Abandon |
| Mondiaux 1982 Schladming             | 19e      | —            | Abandon | Or      |
| Mondiaux 1985 Bormio                 | —        | —            | Abandon | 5e      |

### Coupe du monde
- Meilleur résultat au classement général : 35e en 1982
- 1 victoire en combiné à Wengen le 21 janvier 1985

#### Saison par saison
- Coupe du monde 1980 :
  - Classement général : 37e
- Coupe du monde 1982 :
  - Classement général : 35e
- Coupe du monde 1983 :
  - Classement général : 65e
- Coupe du monde 1984 :
  - Classement général : 80e
- Coupe du monde 1985 :
  - Classement général : 39e
    - 1 victoire en combiné : Wengen

### Arlberg-Kandahar
- Meilleur résultat : 2e place dans le combiné 1982 à Garmisch

### Championnats de France de ski alpin
- Champion de France de Descente en 1981 et 1984
- Champion de France de Slalom Géant en 1978
- Champion de France de Slalom Parallèle en 1979

## Cadre et dirigeant sportif
- 1992 : Il est appelé comme directeur technique alpin par Bernard Chevallier alors président de la FFS[4].
- En 1999 il est nommé directeur technique national à la FFS, poste qu'il quittera en 2001 pour rejoindre le groupe Rossignol (dont il sera de 2001 à 2005 le directeur marketing compétition des skis Dynastar, puis de 2005 à 2009 directeur marketing compétition des skis Rossignol.)
- En 2010 il est élu président Fédération française de ski, il est réélu en 2014[5] et en 2018[6], membre de la Fédération internationale de ski (FIS).
- Il est élu en 2016 président de l’association Courchevel Méribel 2023 constituée en étroite relation avec les stations de Courchevel et de Méribel pour porter la candidature de la France aux championnats du monde de ski alpin 2023. A l’occasion du congrès international qui s'est tenu le 17 mai 2018 à Costa Navarino en Grèce, la candidature française, en concurrence avec celle de l’Autriche et la station de Saalbach Hinterglemm, sera retenue par les membres du conseil de la FIS[7].
- Le 6 mars 2018 le conseil d’administration du Comité national olympique et sportif français le choisit comme chef de mission[8] de la délégation française  pour les Jeux olympiques de 2020 à Tokyo.
- Le 22 juin 2021, il est nommé Secrétaire Général de la FIS après l'élection du nouveau président Johan Eliasch, et est amené, de facto, à quitter son poste de Président de la FFS, qu'il occupe depuis juin 2010. Son nouveau poste fait qu'il doit également abandonner la fonction de chef de mission aux Jeux de Tokyo[9],[10].

## Distinctions
- Officier de la Légion d'honneur (décret du 31 décembre 2023)[11], Chevalier (2014).